# Silicio negro
El silicio negro es un material semiconductor, una modificación superficial del silicio con una reflectividad muy baja y una absorción correspondientemente alta de la luz visible (e infrarroja).
La modificación se descubrió en la década de 1980 como un efecto secundario no deseado del grabado iónico reactivo (RIE).Otros métodos para formar una estructura similar son el grabado electroquímico, el grabado por tinción, el grabado químico asistido por metal y el tratamiento con láser.
El silicio negro se ha convertido en un activo importante para la industria solar fotovoltaica, ya que permite una mayor eficiencia de conversión de luz en electricidad  de las células solares de silicio cristalino estándar, lo que reduce significativamente sus costos. 

## Propiedades

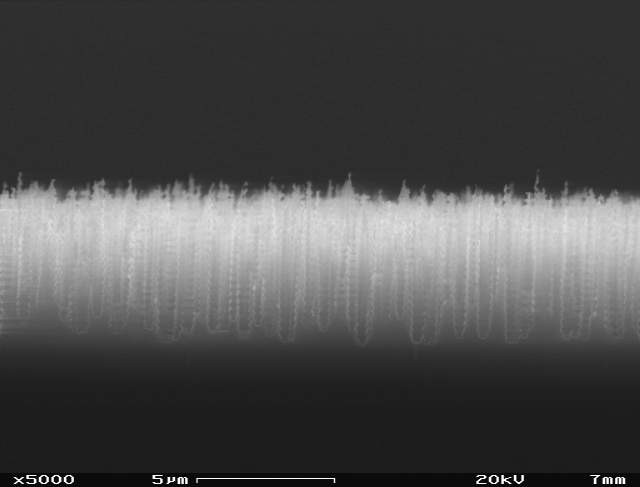
Micrografía electrónica de barrido de silicio negro, producido por RIE (proceso ASE)

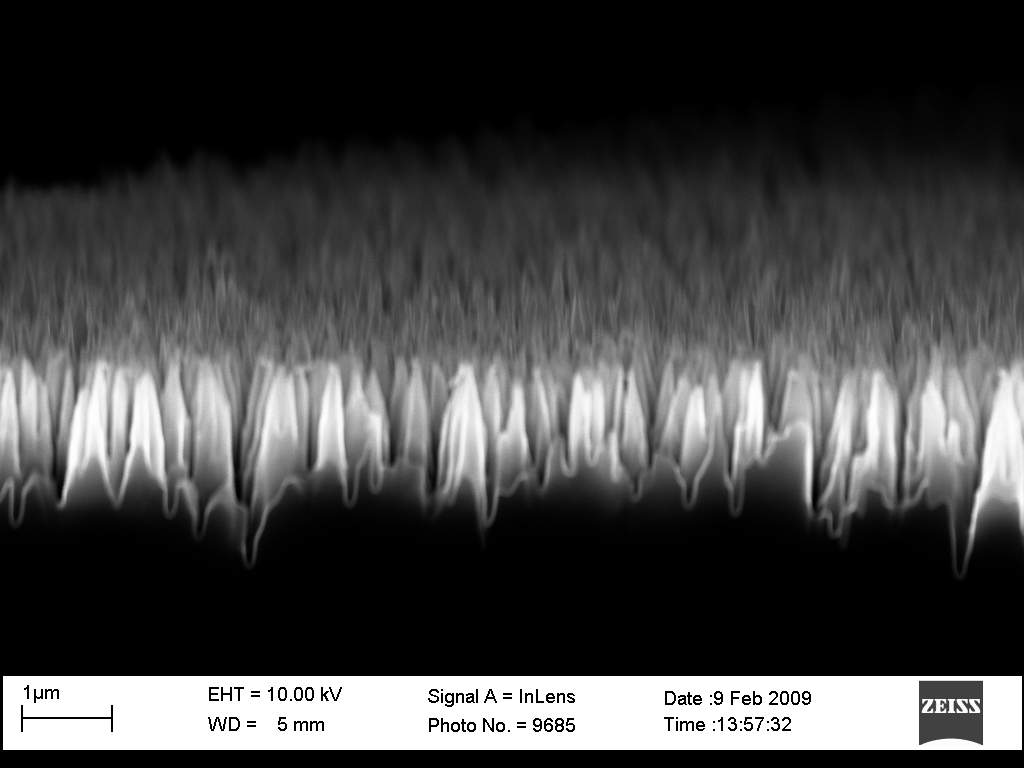
Micrografía SEM de silicio negro formado por RIE criogénico. Observe las superficies lisas e inclinadas, a diferencia de las paredes laterales onduladas obtenidas con el proceso RIE de Bosch.

El silicio negro es una estructura superficial en forma de aguja en la que las agujas están hechas de silicio monocristalino y tienen una altura superior a 10 μm y un diámetro inferior a 1 μm.
Su principal característica es una mayor absorción de la luz incidente: la alta reflectividad del silicio, que suele ser del 20-30% para incidencia cuasi normal, se reduce a aproximadamente el 5%. Esto se debe a la formación del llamado medio efectivo por las agujas.
Dentro de este medio, no hay una interfaz nítida, sino un cambio continuo del índice de refracción que reduce la reflexión de Fresnel.
Cuando la profundidad de la capa graduada es aproximadamente igual a la longitud de onda de la luz en el silicio (aproximadamente un cuarto de la longitud de onda en el vacío), la reflexión se reduce al 5%; grados más profundos producen un silicio aún más negro. 
Para que la reflectividad sea baja, las características a nanoescala que producen la capa graduada de índice deben ser menores que la longitud de onda de la luz incidente para evitar la dispersión.

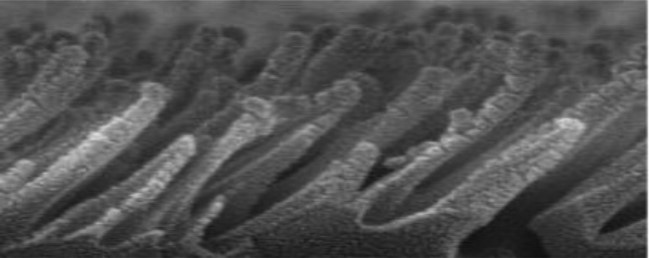
Fotografía SEM de silicio negro con nanoconos inclinados, producida por RIE en ángulo oblicuo.

## Aplicaciones
Las inusuales características ópticas, combinadas con las propiedades semiconductoras del silicio, hacen que este material sea interesante para aplicaciones de sensores. Las aplicaciones potenciales incluyen:
- Sensores de imagen con mayor sensibilidad
- Cámaras termográficas
- Fotodetector de alta eficiencia mediante mayor absorción. [8] [9] [10] [11]
- Contactos e interfaces mecánicos[2]
- Aplicaciones de terahercios. [12] [13] [14]
- Células solares [15] [16] [17] [18]
- Superficies antibacterianas [19] que funcionan rompiendo físicamente las membranas celulares de las bacterias.
- Espectroscopía Raman mejorada en superficie [20]
- Sensores semiconductores de gases o sustancias químicas [21] [22] [23] [24] [25] [26] [27] [28] [29] [30] [31]